# Сату Веки (Бузау)
Сату Веки (рум.  — „Старо Село”) насеље је у Румунији у округу Бузау у општини Манзалешти. Oпштина се налази на надморској висини од 380 m.

## Становништво
Према подацима из 2002. године у насељу је живело 243 становника, од којих су сви румунске националности.